# Région Centre (Nouvelle-Calédonie)
La région Centre a été l'une des quatre collectivités territoriales qui ont subdivisé le territoire d'outre-mer (TOM) français de la Nouvelle-Calédonie durant la période des « Événements » entre 1985 et 1988, servant de prémices aux trois actuelles provinces. Elle a été créée par le « statut Fabius-Pisani » (ainsi nommé en référence au Premier ministre de l'époque, Laurent Fabius, et à son ministre chargé de la Nouvelle-Calédonie, Edgard Pisani) du 23 août 1985. Elle a finalement été supprimée, au profit d'un nouveau découpage régional, par le « statut Pons II » (en référence au nouveau ministre des DOM-TOM, Bernard Pons) du 22 janvier 1988.

## Géographie

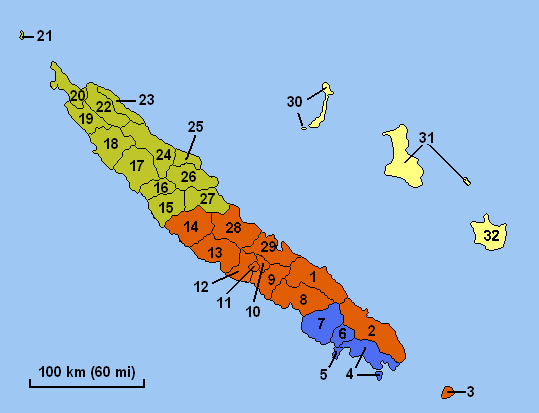
Carte des subdivisions administratives de la Nouvelle-Calédonie sous le statut Fabius-Pisani

La région Centre est au cœur de la « Brousse », la partie rurale de la Nouvelle-Calédonie. Elle est la plus étendue des quatre régions du statut Pisani, avec 7 699,9 km2, soit environ les 2/5 de la côte Ouest de la Grande Terre, plus de la moitié de sa côte Est et l'île des Pins.
Cela correspond donc aux douze communes suivantes :
- 4 sur la côte est :
  - Houaïlou
  - Canala
  - Thio
  - Yaté
- 5 sur la côte ouest :
  - Poya
  - Bourail
  - Moindou
  - La Foa (chef-lieu régional, déterminé par une délibération du conseil de région du 7 novembre 1985[1])
  - Boulouparis
- 2 au cœur de la Chaîne Centrale : 
  - Farino
  - Sarraméa
- Île des Pins

Son point culminant est alors la Table Unio (Sarraméa), troisième plus haut sommet de la Chaîne Centrale et de la Nouvelle-Calédonie avec 1 600 mètres d'altitude maximale. Elle est enchâssée entre les tout aussi récentes, et tout aussi éphémères, régions Sud et Nord.

## Démographie[2]
La région Centre est rurale, avec une population à peine plus élevée que celle de la région Nord, mais nettement inférieure à celle du Sud. Au recensement de 1983, les communes qui la composent totalisaient 23 248, soit 16 % de la population totale de l'archipel répartis sur 40 % de son territoire. La densité y est donc très faible, à 3 hab./km2.
La partie sur la côte Est comptait 12 243 personnes (52,7 % sur 53,2 % du territoire régional, 2,99 hab./km2), avec les deux communes les plus peuplées de la région : Houaïlou (3 995 habitants et 3,6 hab./km2) et Canala (3 842 résidents et 4,7 hab./km2, la plus dense des communes de la côte Est). Thio est également la quatrième commune de la région sur le plan démographique selon les chiffres de 1983, avec 3 019 habitants (3 hab./km2). La population y est essentiellement mélanésienne, avec 64 tribus. D'autres communautés se retrouvent dans les villages miniers de Thio et Kouaoua (partie de la commune de Canala) qui ont connu également une certaine colonisation d'agriculteurs européens. Cependant, beaucoup des non-Kanak ont été évacués de la côte est après le déclenchement des « Événements » à la fin de l'année 1984 (ce pourquoi les chiffres de 1983 peuvent être considérés comme supérieur à la réalité de 1985). Yaté connaît une très faible densité de population, avec 1 387 habitants en 1983 sur 1 338,4 km2 (commune la plus vaste du Territoire), et donc à peine plus d'1 hab./km2.
La partie sur la côte Ouest pour sa part comptait 8 982 habitants (38,6 % sur 42,8 % du territoire régional, soit 2,7 hab./km2), dont majoritairement des descendants de colons éleveurs-agriculteurs européens, appelés « Broussards ». Il n'y a que 22 tribus kanak sur toute cette portion de la région. La commune la plus peuplée de cette côte (et la troisième de la région) est Bourail, avec 3 410 personnes (4,3 hab./km2), suivie par La Foa et ses 2 094 résidents (4,5 hab./km2, la plus dense des communes de la côte Ouest). Ces deux villages se sont développés à partir de l'installation des colons pénaux à la fin du XIXe siècle. La densité dans les deux autres communes est beaucoup plus faible : Boulouparis (1 139 habitants et 1,3 hab./km2) et Moindou (378 personnes et 1,2 hab./km2).
Les deux communes montagnardes de Sarraméa et Farino sont très peu peuplées : elles totalisaient en 1983 736 résidents (3,17 % sur seulement 2 % du territoire régional). Elles comptaient respectivement 483 et 253 habitants, soit les 3e et 1re populations les plus faibles du Territoire. Mais, leurs superficies étant également particulièrement réduites, leurs densités sont parmi les plus fortes de la région Centre. Elle s'établit à 5,3 hab./km2 à Farino (avec une population presque totalement européenne, sans aucune tribu kanak) et à 4,5 hab./km2 à Sarraméa (quasi exclusivement mélanésienne, avec les trois tribus du district coutumier de Couli).
Enfin, l'île des Pins, qui est à la fois un complexe insulaire, une commune et un district coutumier avec 8 tribus, abritait en 1983 1 287 personnes, soit 8,45 hab./km2. Il s'agit donc de la commune la plus dense de la région Centre. La population est pratiquement en totalité composée de Kanak.

## Compétences
Les compétences des régions sous le statut Fabius-Pisani sont dans un premier temps très étendues, établissant un véritable régime fédéral local : 
- le développement et aménagement régional,
- l'enseignement primaire obligatoire ainsi des langues et cultures locales,
- la vie culturelle, la jeunesse, les sports et loisirs,
- l'action sanitaire et social,
- le développement rural et la mise en œuvre de la réforme foncière,
- les infrastructures routières, portuaires et aéroportuaires,
- le logement.

Le « statut Pons I » du 17 juillet 1986 (qui est en fait surtout une refonte, sans en modifier le cadre institutionnel, de celui « Fabius-Pisani » afin de réviser la politique en matière de réforme foncière et de réduire les pouvoirs des régions), redéfinit ainsi ces prérogatives :
- la définition des objectifs fondamentaux de la région en matière de développement, de promotion des hommes, de mise en valeur des ressources naturelles et de protection de l'environnement,
- l'aménagement du territoire régional,
- l'intervention en matière de développement économique local,
- l'enseignement des cultures locales et promotion des langues vernaculaires (par le biais de conventions passées avec le Territoire ou l'État pour fixer les modalités d'enseignement de ces langues ainsi que pour les adaptations éventuelles des programmes aux spécificités culturelles locales),
- la définition et la mise en œuvre de l'animation culturelle.

## Institutions et politique

### Conseil de région
La collectivité est gérée par un conseil de région de 9 membres, élu au suffrage universel direct à la proportionnelle de liste, selon la règle de la plus forte moyenne. La réunion des quatre conseils de région forment le Congrès du Territoire, l'assemblée délibérante à l'échelle de la Nouvelle-Calédonie. Le statut de 1985 étant de nature transitoire en vue de l'organisation d'un référendum d'autodétermination avant le 31 décembre 1987, la limite du mandat des conseillers de région est fixé à la date d'application de la nouvelle loi qui tirera les conséquences de cette consultation (à savoir celle reconnaissant un éventuel accès à la pleine souveraineté, sinon un texte fixant un statut plus durable au sein de la République française).
Le conseil de région élit en son sein, lors de sa première réunion, un président et deux vice-présidents, au vote uninominal secret à trois tours maximum. Le président prépare et exécute les délibérations du conseil, et peut déléguer certaines de ses attributions à ses vice-présidents. Il est également, avec ses homologues des autres régions et sous la direction du président du Congrès du Territoire, membre du Conseil exécutif chargé d'« assister » le haut-commissaire de la République, délégué du gouvernement, qui assure les fonctions exécutives du Territoire.

### Politique
Une seule élection régionale sous ce statut va avoir lieu, le 29 septembre 1985. Les indépendantistes du Front de libération nationale kanak et socialiste (FLNKS) de Jean-Marie Tjibaou, qui boycottait les institutions officielles depuis 1984, y participent. Si les régions Nord et Îles Loyauté ont été créées pour que le FLNKS, qui y est majoritaire, en obtienne le contrôle, et le Sud au contraire en faveur des anti-indépendantistes du Rassemblement pour la Calédonie dans la République (RPCR) du député Jacques Lafleur, le résultat dans la région Centre est plus incertain.
En effet, la partie ouest (incluant Farino), majoritairement européenne, est un fief anti-indépendantiste (mais aussi autonomiste, comme en témoigne l'implantation à Bourail de Jean-Pierre Aïfa et de sa Fédération pour une nouvelle société calédonienne FNSC). Quatre maires sont ainsi du RPCR (Justin Monawa à Moindou, Félix Basquin depuis 1984 à La Foa, Michel Magnier depuis 1983 à Boulouparis et Robert Kollen à Sarraméa depuis 1978), un du Front calédonien (FC, Henri Mariotti à Farino) et un de la FNSC (Jean-Pierre Aïfa à Bourail, qui s'est toutefois allié au niveau territorial avec des dissidents indépendantistes modérés de l'Union calédonienne UC, mouvement moteur du FLNKS, pour militer en faveur de la création d'un État associé à la France qui serait baptisé « Opao »). En revanche, la côte Est, majoritairement kanak (avec également Sarraméa), est tenue par les indépendantistes et le lieu d'action principal des Comités de lutte du FLNKS, surtout à Canala et à Thio. Cette dernière commune a connu un véritable siège mené par Éloi Machoro à la fin de l'année 1984, entraînant l'évacuation des populations d'origine européenne après plusieurs morts de part et d'autre, tandis que le maire Roger Galliot, fondateur du Front national local, doit laisser sa place en 1985 à Louis Mapéri, membre du FLNKS et en son sein du Parti de libération kanak (Palika) aux idéaux révolutionnaires marxistes-léninistes. Les autres premiers magistrats de la côte Est sont tous des membres de l'UC : Éloi Boehe depuis 1983 à Houaïlou, Maxime Karembeu depuis 1978 à Canala et Clément Vendégou depuis 1985 à Yaté. À l'Île des Pins, les choses sont plus indécises, des conflits de succession coutumière s'ajoutant aux oppositions politiques : le grand-chef depuis 1979, Hilarion Vendégou, est un cadre du RPCR, mais le maire, Samuel Vendégou (un cousin), avait soutenu contre lui pour accéder à la grande-chefferie dans les années 1970 le défunt Jean-Marie Trouru Vendégou. Pour Poya, le maire était RPCR jusqu'en 1983, avec Jean Delouvrier, avant que la commune ne soit conquise par l'Union progressiste en Mélanésie (UPM), petite composante modérée et axée sur la revendication foncière du FLNKS, de Mickaël Meureureu-Gowé.
Conscient de l'enjeu stratégique de cette région, le sénateur Dick Ukeiwé, tête de liste du RPCR dans le Centre, demande et obtient le retrait du Front national (sans pour autant s'allier avec lui). Il doit néanmoins faire face à Jean-Pierre Aïfa et sa liste « OPAO » qui, s'il défend alors une forme d'indépendance-association, conserve une forte base électorale dans sa commune de Bourail.
Le jour du scrutin, la liste FLNKS de Léopold Jorédié (qui a succédé à Machoro, abattu par les forces de l'ordre au début de l'année 1985, comme « ministre de la Sécurité » du Gouvernement provisoire de Kanaky, l'exécutif clandestin du FLNKS, et organisateur de l'influent Comité de lutte de Canala) l'emporte de peu. Elle a ainsi obtenu 5 434 voix (45,47 % des suffrages) et 5 sièges sur 9, contre 5 003 (41,86 %) et 4 élus pour le RPCR de Dick Ukeiwé. Suivent ensuite, sans avoir réussi à obtenir de conseillers de région, la liste du mouvement indépendantiste modéré (ayant toujours protesté contre le boycott et la stratégie de lutte du FLNKS) de Libération kanak socialiste (LKS) menée par le conseiller territorial sortant Mathias Néchero gagnant 788 votes (6,59 %), et OPAO de Jean-Pierre Aïfa 726 suffrages (6,07 %). La participation dans le Centre a été la plus forte du Territoire avec 84,58 % des inscrits s'étant déplacé aux urnes.
Le scrutin dans la région Centre provoque des critiques, notamment de la part du RPCR qui s'en prend surtout à l'OPAO. Celle-ci a connu un échec et n'obtient aucun élu. Considérée désormais comme indépendantiste par son ancien électorat, la FNSC fait les frais de la logique bipartite. Jean-Pierre Aïfa déclare le soir même sur la station de radio de RFO : « Il arrive un moment où les partis modérés sont laminés et ne sont plus écoutés. Vous avez la radicalisation à gauche et à droite, et les centres ne sont plus écoutés ». Jacques Lafleur a pour sa part des mots très durs à l'égard de cette formation, dénonçant sur une autre radio, celle des anti-indépendantistes (Radio Rythme Bleu), « la troisième force [...] des individus mi-hommes mi-femmes [...] qui croient aux mirages ». En effet, pour lui, la FNSC est responsable de la situation tendue pour s'être alliée avec les indépendantistes en 1982 et pour avoir maintenu sa candidature dans une région Centre qui était véritablement l'enjeu crucial de ce scrutin, permettant, selon lui, la victoire de la liste FLNKS de Léopold Jorédié qui ne l'emporte que de peu. Qui plus est, la liste RPCR dépose un recours en annulation des élections dans cette région mais Dick Ukeiwé finit par se déclarer, lors de l'installation du conseil de région à La Foa, « prêt à travailler, mais pas dans le cadre de la préparation à l'indépendance ».
Le conseil de la région Centre était ainsi composé, entre sa première séance le 4 octobre 1985 et le scrutin suivant du 24 avril 1988 :
- Président (et donc membres du Conseil exécutif du Territoire) : Léopold Jorédié (FLNKS-UC, « ministre de la Sécurité » du Gouvernement provisoire de Kanaky)
- 1er vice-président : Chénépa Boéwé (FLNKS-UPM)
- 2e vice-président : Adolphe Digoué (FLNKS-Palika)
- 9 membres du conseil de région :
  - 5 du FLNKS :

  1. Léopold Jorédié (UC, président)
  2. Chénépa Boéwé (UPM, 1er vice-président, ancien conseiller territorial de 1982 à 1984)
  3. Adolphe Digoué (Palika, 2e vice-président)
  4. Francis Gnahou (UC)
  5. Firmin Bouquet (UC)

  - 4 du RPCR :

  1. Dick Ukeiwé (sénateur depuis 1983, président du gouvernement du territoire sortant depuis 1984, ancien vice-président du conseil de gouvernement de 1979 à 1982, ancien président de l'Assemblée territoriale de 1975 à 1976 et de 1977 à 1978, ancien conseiller territorial de 1957 à 1961, de 1972 à 1979, de 1982 à 1983 et en 1984)
  2. Justin Guillemard (ancien président fondateur du FC de 1983 à 1984, conseiller territorial sortant depuis 1979)
  3. Auguste Parawi-Reybas (ancien maire de Houaïlou de 1971 à 1977, conseiller territorial sortant depuis 1973, ancien conseiller de gouvernement de 1964 à 1967)
  4. Jules Ate (conseiller territorial sortant depuis 1984)

## Dissolution par le statut Pons II
Le statut Pons II du 22 janvier 1988 dissout la région Centre. Son territoire est réparti entre les nouvelles régions Sud (Yaté et l'île des Pins), Ouest (toutes les communes de la côte Ouest ainsi que les deux villages montagnards) et Est (Houaïlou, Canala et Thio).